# Rosario María Gutiérrez Eskildsen
María del Rosario Gutiérrez Eskildsen, surnommée Charito, née à Villahermosa, État de Tabasco, le 16 avril 1899, morte à Mexico le 12 mai 1979, est une lexicographe, linguiste, éducatrice et poétesse mexicaine.

## Biographie
Rosario María Gutiérrez Eskildsen naît le 16 avril 1899, à Villahermosa (à l'époque San Juan Bautista), où ses parents habitaient rue Grijalva (maintenant rue Madero). Son père est un Espagnol, Antonio Gutiérrez Carriles, et sa mère, une mexicaine d'origine danoise, née au Campeche, Juana Eskildsen Cáceres de Gutiérrez. Elle devient très tôt orpheline, à la suite des décès successifs de sa mère, puis de son père. Deux de ses cinq frères meurent jeunes, également. Afin de subvenir aux besoins financiers de la famille, sa sœur, María del Carmen, donne des leçons de piano. Rosario, avec son frère aîné Guillermo, vend, dans les rues, le journal local El correo de Tabasco. Elle est alors payée environ dix centavos par jour. 
Rosario María Gutiérrez Eskildsen est une élève studieuse durant sa scolarité, d'abord dans une institution religieuse, puis à l'école normale primaire (Escuela Normal) et enfin  à l'Institut Juárez, à Villahermosa, un collège d'élite, fondée par le politicien et éducateur Manuel Sánchez Mármol. En 1916, elle est parmi les 19 étudiants du Tabasco qui reçoivent, du général Francisco J. Múgica, une bourse pour aller passer un an à l'École nationale pour les maîtres (Escuela Nacional para Maestros), à Mexico. À son retour à Villahermosa, elle enseigne aux Instituts José N. Rovirosa et Luis Gil Pérez, où elle a comme élèves Arnulfo Georgiana Gurría et Armenia Fernández Díaz. Elle donne également des cours à l'École normale des maîtres du Tabasco (Escuela Normal el Maestro Tabasqueño) et à l'Institut Jurez. En 1918, à l'âge de 19 ans, elle se rend à Mexico pour y poursuivre ses études, travaillant de jour comme institutrice à l'école primaire n° 193 et suivant, le soir, des cours à l'Université nationale autonome de Mexico (Universidad Nacional Autónoma de México), où elle obtient des maîtrises en Sciences de l'éducation, en Langue et littérature espagnole et en Lettres et linguistique romane, avec les mémoires Prosodia y Fonética de Tabasco, El Habla Popular y Campesina de Tabasco, et Substrato y Superestrato del Español en Tabasco. Alors qu'elle vient de commencer à enseigner à l'École normale supérieure, elle obtient la bourse d'études supérieures Lillian Emma Kimball du Barnard College, qui lui permet de poursuivre des études d'espagnol à l'Université Columbia. Parmi ses professeurs, dans cette université, on compte Tomás Navarro Tomás, Andrés Iduarte et Federico de Onís.
En 1941, elle obtient un doctorat en lettres, spécialité espagnol, de l'Université nationale autonome de Mexico. 
Rosario María Gutiérrez Eskildsen reste célibataire, expliquant que son désir est de consacrer sa vie exclusivement à son travail de recherche et d'éducation. Néanmoins, en 1953, elle adopte un enseignant de 17 ans devenu orphelin, Sergio Gómez Cabello, dont elle fait la connaissance lors d'une visite à l'école primaire Simón Bolívar, où elle a commencé ses études. Elle meurt à Mexico, en 1979, et y est enterrée, aux côtés de son frère Guillermo. Ses restes sont translatés au Tabasco en 1990.

## Œuvre
« Pour Charito, affectueusement

Tout ce que je prêche en classe, me rappelle

la femme qui a consacré toute sa vie

à la recherche d'horizons plus clairs pour la parole

à louer celui qui enseigne et à lui inspirer le courage.

Ses efforts m'ont encouragé à donner du souffle à ce que je fais

comme si elle était une sorte d'ange gardien

ou l'interprète calme d'un sentiment profond.

Rosario María Gutiérrez Eskildsen est une pionnière de l'enseignement et de la pédagogie au Mexique et, tout particulièrement, au Tabasco. Elle écrit plus d'une douzaine de livres et de nombreux articles sur des sujets aussi divers que la grammaire et la linguistique en général, la dialectologie, la pédagogie des langues, la phonétique et la prosodie. En particulier, les études Structure et superstructure de l'espagnol au Tabasco (Substrato y superestrato del español en Tabasco), Prosodie et phonétique au Tabasco (Prosodia y fonética tabasqueña) et Comment nous parlons au Tabasco et autres œuvres (Cómo hablamos en Tabasco y otros trabajos) sont considérées comme des travaux pionniers dans l'étude du dialecte du Tabasco, aux côtés des contributions de Marcos E. Becerra and Francisco J. Santamaría. C'était aussi une épistolière assidue, correspondant régulièrement avec ses collègues et ses anciens étudiants.

## Hommages
La ville de María del Rosario Gutiérrez Eskildsen, dans la municipalité de Centla, Tabasco, porte son nom, de même que l'École normale primaire de Villahermosa (Escuela Normal De Educacion Primaria prof Rosario Maria Gutierrez Eskildsen), l'École secondaire technique n°27 de Chetumal, dans le Quintana Roo et l'école maternelle de Dziuché, dans la municipalité de José María Morelos de l'État du Quintana Roo. Rosario María Gutiérrez Eskildsen a reçu la médaille Manuel Altamirano.